# Tuberositas-tibiae-Avulsion
Die Tuberositas-tibiae-Avulsion ist bei Kindern und Jugendlichen ein auch teilweiser Abriss der Schienbeinbeule (Tuberositas tibiae) eventuell mit Mitbeteiligung der Gelenkfläche (Abrissfraktur). Der Begriff Avulsio steht in der Medizin für das gewaltsame Abreißen. Der Begriff Tuberositas-tibiae-Avulsion wird in der Tiermedizin bei jungen Haushunden synonym mit der Bezeichnung Apophysennekrose der Tuberositas tibiae für eine aseptische Erkrankung des Knochens verwendet. Dabei kommt es zu einer Nekrose und häufig zu einer Ablösung (Avulsion) der Schienbeinbeule (Tuberositas tibiae). Die Krankheit ähnelt dem Morbus Osgood-Schlatter des Menschen und wird in der Fachliteratur auch beim Hund so bezeichnet. Aufgrund einiger Unterschiede sollte die Bezeichnung Morbus Osgood-Schlatter beim Hund jedoch vermieden werden.

## Tuberositas-tibiae-Avulsion des Hundes

### Ursache und Vorkommen
Die Krankheitsursache unterscheidet sich von der des Morbus Osgood-Schlatter. Sie ist vor allem mit einem steilen Winkel des Schienbeinplateaus (35–55°) assoziiert. Für Greyhounds wird eine genetische Prädisposition vermutet, die zu einer Osteochondrose in diesem Bereich führt. Gehäuft tritt die Krankheit zudem bei Bullterrier, American Pit Bull Terrier, Afghane, Irish Wolfhound, Barsoi und Rottweiler auf. Ähnlich wie beim Menschen können aber auch traumatische Einflüsse zur Ablösung der Schienbeinbeule führen.
Die Erkrankung tritt bei Hunden nach Pfeil et al. (2009) meist einseitig auf, nach Kása et al. (2006) oft beidseitig, wenn auch in unterschiedlichem Ausmaß. Die Inzidenz liegt bei 0,08 %.

### Symptome und Diagnostik
Betroffene Hunde verlieren ihre Bewegungsfreude und zeigen häufig eine Lahmheit der betroffenen Gliedmaße. Die Palpation am vorderen oberen Ende des Schienbeins sowie die Beugung und Streckung des Kniegelenks sind schmerzhaft. Eine Weichteilschwellung ist nur gelegentlich anzutreffen.
Die Diagnose wird durch ein Röntgenbild gesichert. Dabei ist die vollständige Ablösung der Schienbeinbeule typisch. Im Gegensatz zum Morbus Osgood-Schlatter treten keine knöchernen Fragmente im Ansatz des Kniescheibenbands auf. Anhand der Klassifikation von Pfeil et al. lassen sich folgende Typen unterscheiden:
- Typ I: Verlagerung der Schienbeinbeule um weniger als 2 mm und verringerte Apophysenfläche
- Typ II: Apophysenfraktur mit Verlagerung größer als 2 mm
- Typ III: Apophyse weit verlagert und Hochstand der Kniescheibe mit Stufenbildung im Kniegelenk.

### Behandlung
Eine konservative Behandlung mit Ruhigstellung, Kühlung und entzündungshemmenden Medikamenten ist nur beim Typ I angezeigt. Schwerere Krankheitsbilder müssen osteosynthetisch versorgt werden, wobei im Regelfall eine Drahtzuggurtung erfolgt. Die Prognose ist gut.